# Kožni rak
Kožni rak je maligno kožno tkivo. Poznane so tri vrste kožnega raka, bazalnocelični karcinom, ploščatocelični karcinom in melanom. Prvi dve vrsti skupaj z drugimi redkimi oblikami kožnega raka imenujemo tudi nemelanomski kožni raki.  Omenjene tri poglavitne vrste kožnega raka so poimenovane po vrsti celic, iz katerih rak vznikne. Kožni rak se navadno razvija v povrhnjici kože, tako da so tumorji običajno vidni očem. Kožni rak je najpogosteje diagnosticirani rak in po številu primerov presega raka na pljučih, dojki, debelem črevesu in prostati. Vendar pa za razliko od številnih drugih oblik raka (npr. rak pljuč, slinavke ali želodca) le manjši delež prizadetih bolnikov umre, lahko pa povzroči vidne posledice. Preživetje pri melanomu je manjše kot pri nemelanomskih oblikah kožnega raka, vendar je tudi pri melanomu, če je bolezen odkrita dovolj zgodaj, zdravljenje sorazmerno enostavno in večina bolnikov preživi.
Najpogostejša oblika kožnega raka je bazalnocelični karcinom, vendar je najnevarnejši maligni melanom. To je tudi najpogostejša oblika kožnega raka med mladim prebivalstvom (med 20. in 39. letom starosti). Ocenjujejo, da 85 % kožnega raka povzroča prekomerna komulativna izpostavljenost soncu.

## Klasifikacija
Tri najpogostejše vrste kožnega raka so:
- bazalnocelični karcinom: pojavi se na soncu izpostavljenih področjih kože, predvsem na obrazu. Redko zaseva in redko povzroči smrt. Lahko se pozdravi z operacijo ali obsevanjem;
- ploščatocelični karcinom: veliko redkejša, a kljub temu pogosta oblika raka kot bazalnocelični karcinom. Stopnja zasevanja je nizka, razen pri ploščatoceličnem karcinomu na ustih, ušesih ali pri imunsko oslaljenih bolnikih;
- maligni melanom: najredkejša od teh treh vrst kožnega raka, vendar je stopnja zasevanja visoka. Širjenje zasevkov je lahko smrtonosno.

| Vrsta kožnega raka       | Opis                                                                                                | Slika |
| ------------------------ | --------------------------------------------------------------------------------------------------- | ----- |
| Bazalnocelični karcinom  | Značilen je prosojen videz. Na površini so lahko vidne drobne žile, pojavijo se lahko tudi razjede. |       |
| Ploščatocelični karcinom | Običajno se pojavlja v obliki rdečih, skorjastih ali luskastih madežev ali izboklin.                |       |
| Maligni melanom          | Gre za asimetrično območje z nepravilnimi robovi, različnih barv in običajno premera več kot 6 mm.  |       |

Manj pogoste oblike kožnega raka so: 
- dermatofibrosarcoma protuberans
- tumor Merklovih celic
- Kaposijev sarkom
- keratoakantom
- vretenastocelični karcinom
- karcinom lojnic
- mikrocistični karcinom adneksov
- Pagetova bolezen dojke
- atipični fibroksantom
- leiomiosarkom
- angiosarkom

Pri bazalnoceličnem karcinomu in ploščatoceličnem karcinomu so pogosto prisotne mutacije, značilne za UV-sevanje, kar kaže na to, da ju povzroča žarčenje UV-B prek neposredne poškodbe DNK. Maligni melanom pa povzroča sevanje UV-A s posredno poškodbo DNK, in sicer prek prostih radikalov in reaktivnih kisikovih zvrsti. Raziskave so tudi pokazale, da lahko kombinacija treh sestavin iz zaščitnih krem skupaj z 60-minutno izpostavljenjostjo UV-žarkom povzroči povečanje prisotnosti radikalov v koži, če je nanos kreme premajhen in premalo pogosten. Hkrati pa so ti raziskovalci tudi navedli, da redke kreme vsebujejo preučevane sestavine ter da dovolj pogosto nanašanje krem za sončenje zmanjšuje tveganje nastajanja radikalov.

### Kožni rak kot skupina
Obstajajo tri glavne vrste raka, bazalnocelični karcinom (BCC), ploščatocelični karcinom (SCC) in maligni melanom, in jih ni mogoče enako obravnavati. Mehanizem, ki povzroča prvi dve obliki, se razlikuje od mehanizma, ki vodi v melanom. Neposredne poškodbe DNK povzročajo BCC in SCC, medtem ko posredne poškodbe DNK povzročijo melanom. Stopnja umrljivosti BCC in SCC je okrog 0,3 % in v ZDA povzročita 2000 smrti letno, medtem ko je stopnja umrljivosti pri melanomu 15–20 % in povzroči 6500 smrti na leto.
Čeprav je mnogo manj pogost kot BCC in SCC, maligni melanom povzroči 75 % vseh s kožnim rakom povezanih smrtnih primerov.. Zaščitne kreme pred UV-žarki so se izkazale za koristne pri zaščiti pred BCC in SCC, vendar pa obstaja verjetnost, da kreme ne ščitijo kože pred nastaknom malignega melanoma. Izkazalo se je celo, da skupaj z UV-žarki nastajajo celo rektivne kemikalije. Laboratorijski poizkusi in epidemiološke študije kažejo, da se za zaščito pred soncem uporabljajo snovi, ki korelirajo z incidenco melanoma. Pojavlja se vprašanje, ali so te snovi rakotvorne. V preteklosti so bile zaščitne kreme pred UV-žarki narejene na osnovi benzenov.

## Znaki in simptomi
Obstaja veliko simptomov kožnega raka. Ti vključujejo spremembe kože: ob poškodbi se koža ne zaceli, pride do razbarvanj ipd.
- Bazalnocelični karcinom: na soncu izpostavljenih delih kože se pojavljajo gladke, biserne izbokline. V središču tumorja se pogosto pojavljajo krvavitve in nastajajo kraste. Ta oblika kožnega raka je najmanj smrtonosna in se z ustreznim zdravljenjem popolnoma pozdravi, običajno brez brazgotin.

- Ploščatocelični karcinom je običajno rdeča, luskasta lezija na področju kože, ki je bilo izpostavljeno soncu. Pojavlja se kot vozlič ali pa je kupolaste oblike. Pojavijo se lahko rane in krvavitve. Je druga najpogostejša oblika kožnega raka. Je nevaren, vendar ne tako kot melanom.

- Večina melanomov je rjave ali črne barve.Vendar pea se pojavljajo tudi rdeče ali rožnate barve amelanotic melanomas.Spremembe v velikosti,obliki, barvi ali dvigz mola,so opozorilni znaki, ki pokažejo na razvoj Malignega Melanoma. Drugi znaki so pojav novega mola v odraslem obdobju ali nove bolečine, srbenje, razjede ali krvavitve.

- Karcinom Merklovih celic – neboleče ali srbeče, hitro rastoče izbokline; rdeče, vijolične ali kožne barve. Lahko se jih zamenja za katero drugo vrsto rakavega obolenja.[17]

## Vzroki
Obstaja veliko vzrokov za nastanek kožnega raka.
1. Študije so pokazale, da tobak za kajenje in sorodni izdelki lahko povzročijo dvojno tveganje za nastanek kožnega raka.[18][19]
2. Prekomerne izpostavljenosti UV-sevanje lahko povzroči kožnega raka, bodisi prek neposredne škode DNK ali preko posrednega mehanizma poškodbe DNK. Tu gre predvsem izpostaviti moč sonca med 10. in 16. uro. Poleg sonca lahko povzročijo kožnega raka tudi umetni UV-žarki.[20]
3. UVB-žarki vplivajo na povrhnjico in povzročajo opekline, pordelost ter mehurje na koži. S pomočjo UVB in UVA se aktivira melanin iz povrhnjice.
4. Kronično neceljenje ran, predvsem opekline. Ti se lahko razvijejo v ploščatocelični karcinom.
5. Genska nagnjenost, vključno s prirojenim sindromom melanocitnih nevusov.
6. Humani papilomski virus (HPV) je pogosto povezan s ploščatoceličnim karcinomom na spolovilih, anusu, v ustih, žrelu in na prstih.
7. Tudi protobakterijsko ultravijolično sevanje lahko povzroči kožnega raka.
8. Pomanjkanje nekaterih vitaminov in mineralov.

## Preprečevanje
Čeprav je nemogoče v celoti odpraviti možnost kožnega raka se pa lahko bistveno zmanjša z naslednjimi koraki:
- Opustiti uporabo tobačnih izdelkov.
- Zmanjšanje prekomerne izpostavljenosti ultravijoličnim (UV) sevanje, zlasti v prvih letih.
- Izogibati se sonci med 10 in 15 uro,ki je to najvišje na nebu.
- V močnem soncu se zaščititi z dolgimi rokavi in hlačami.
- Uporaba širokega spektra za zaščito pred soncem, ki blokira tako UVA kot UVB.
- Večkratna uporaba zaščitne kreme proti soncu.
- izpostavljenost soncu(15 min/dan),vitamin D.

Avstralski znanstvenik Ian Frazer je razvil cepivo proti raku na materničnem vratu.Znavstvenik zatrjuje, da je cepivo učinkovito pri preprečevanju nekaterih vrst raka kože.Cepivo se je izkazalo za učinkovito na živalih in bi lahko bilo na voljo za uporabo v desetih letih. Cepivo učinkovito deluje le proti ploščatocelični karcinom.

### Patologija
Ploščatocelični karcinom je maligni tumor epitelija, ki izvira iz povrhnjice, ploščatocelične sluznice ali področja ploščatega metaplasia. 
Tumorji so lahko mikroskopsko majhni,skriti v gnojnem izdetku in nepravilnih oblik.Mikroskopske tumorske celice imajpo obloko listov ali kompaktne mase ter napadejo podnožje vezivnega tkiva.Tumorske celice so sestavljene citziplazme in centralnega jedra,so roza barve.Tumoske celice kažejo podobo navadne povrhnjice,le centru tumorja postanejo bolj zrele/rožnate.Tumorske celice se spremenijo skvamozne celice;oblike gomojlev,okroglin.imenujejo se celična gnezda.Okolica stroma je manjša in vsebuje vnetje limfocitov.Slabo diferencirani ploščatocelični karcinom vsebujejo več pleomorphic celic in ne keratinizacije.

## Zdravljenje
Zdravljenje kožnega raka je odvisno od same vrste raka, lokacije rakavega obolenja, starosti bolnika ter ali se je rak pojavil prvkrat oziroma gre za ponovitve. Najprej je potrebno določiti vrsto raka in nato nastopi zdravljenje.Pri mlademu bolniku se rak bazalnih celic na obrazu odstrani z operacijo, medtem ko se pri starejšemu uporabi zdravljenje z radioterapijo zaradi možnosti zapletov.
Z izvajanjem kemoterapije se zdravi rak bazalnih celic, ker se je v praksi večkrat izkazalo za uspešno. Zdravljenje s, radioterapijo, kemoterapijo ali krioterapjo, se zagotovi ustrezen nadzor nad razvojem bolezni,vendar pa je bila s temi postopki dosežena nižja stopnja ozdravitve od kirurških posegov odstranjevanja rakave tvorbe.
Mikrigrafska OHS kirurgija (Mohs kirurgija), je tehnika odstranjevanja tumorja z najmanjšo odtsranitvijo tkiva in robov tumorja.Poleg tega,pa ta tehnika zagotavlja najboljše kozmetične rešitve.To je pomembno za območja kot je obraz,kjer je odvečna koža omejena.Predvsem je so pomembne tehnike odstranjevanja in izkušnje.Alternativno metodo CCPDMA pa lahko opravi patolog.
V primeru razvoja bolezni ,pa se bolnik lahko odloči za kirurški poseg ali kemoterapijo.
Znanstveniki pa trenutno preučujejo in razvijajo novo možno obliko zdravljenja "imunsko-kipenje". Ta oblika zdravljanja je še vedno v povojih,vendar se je izkazala za učinkovito pri zdravljenju različnih virusov in rakavavih celic.V zadnjem času pa so se raziskovalci osredotočili predvsem na to,kako krepiti telo z njegovo lastno "celico T". Ta najde rakavo celico, se priklopi nanjo, in jo počasi uničuje. Pacientu se samo vbrizga 5 miljard "T celic". To zdravljenje poteka brez kemoterapije ali dodatanih zdravil. Zdravljenje se je izkazalo za uspešno, ter kar je najpomembneje, brez stranskih učinkov.
Prvo gensko zdravilo za bolnike s kožnim rakom so proizvedli v Sloveniji pri podjetju SmartGene.si v sodelovanju z Onkološkim inštitutom ter 6 družbami, fakultetami in klinikami.
Uporaba kreme za zdravljenje rakavih obolenj ne povzroča gub ali drugačnih znakov staranja..
Marca 2010 pa je skupina škotskih znansvetnikov oblikovala in predstavila novo manj bolečo metodo zdravljenja kožnega raka.

## Operacije in rekonstrukcija kožnega tkiva
Trenutno je kirurška ekscizija najpogostejša oblika zdravljenja kožnega raka.Namen zamenjave ali rekonstrukcije kožnega tkiva je odstranitev rakavih celic brez hujših stranskih posledic. izbira tehnike odstranjevanja je odvisna od velikosti in lokacije rakavega tkiva. Operacija odstranitve malignega tkiva na obrazu je zahtevna zaradi same funkcionalnosti in anatomske strukture obraza.
Kadar je površina odstranjene kože majhna,se da približati robove kože in jih samo zašiti. Taka operacija pusti samo linearno brazgotino. Odstranjevanje kože vzdolž naravne gube ali proge gub pa je še enostavnejše. Brazgotine so komajda opazne. V veliki večini opracij pa je potrebno, uporabiti tehniko presaditve kože ali pa se opravi lokalne zavihke na koži.
Pri odstranitvi rakavega tkiva,se presadi kožo z drugega dela telesa. Kožo se postavi na mesto kjer je bilo odstranjeno tkivo od sedem do deset dni. Presadi se lahko samo povrhnjico ali celotno debelino kože. Povrhnjica se odstranjuje s trebuha ali stegnenice. Po odstranitvi povrnjice se koža obnovi po dveh tednih. Pri presaditvi celotne debeline kože,se mesto odstranitve pokrije. S povrhnjico je možno pokrivati večje napake , vendar pa je to kasneje zelo opazno (kozmetično manj kvalitetno). Pokrivanje s celotno debelino kože,je kozmetično boljša rešitev, vendar le za manjše in srednje velike površine.
Lokalni zavihki pa so tudi ena izmed metod kako nadostiti odstranjeno kožo. Kožo se nabere na robu odstranitve in se jo potegne preko dela odstranitve tkiva. Različne oblike kožnih zavihkov je možno napraviti okrog mesta odstranitve. Tako se zmanjša motnje okoliških tkiv in izboljša kozmetični izgled. Pediceled zavihek je metoda prenosa kože skupaj s krvjo,z bližnjega dela telesa. Ta metoda se uporablja tudi pri lepotni operaciji nosu.